# Longicoelotes karschi
Longicoelotes karschi là một loài nhện trong họ Agelenidae.
Loài này thuộc chi Longicoelotes. Longicoelotes karschi được Jia-Fu Wang miêu tả năm 2002.